# Universidad Técnica de Delft

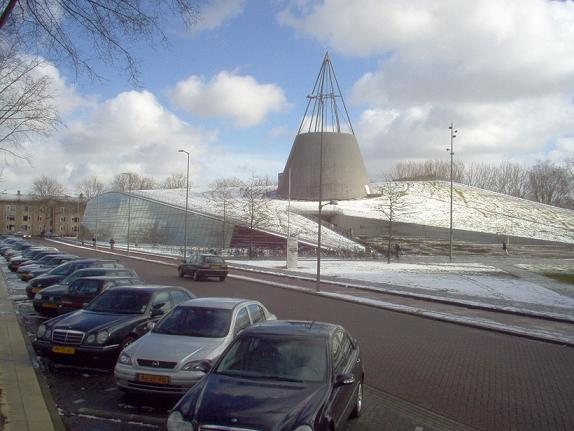
Vista de la entrada de la biblioteca principal de la Universidad Técnológica de Delft, diseñada en 1997 por Mecanoo.

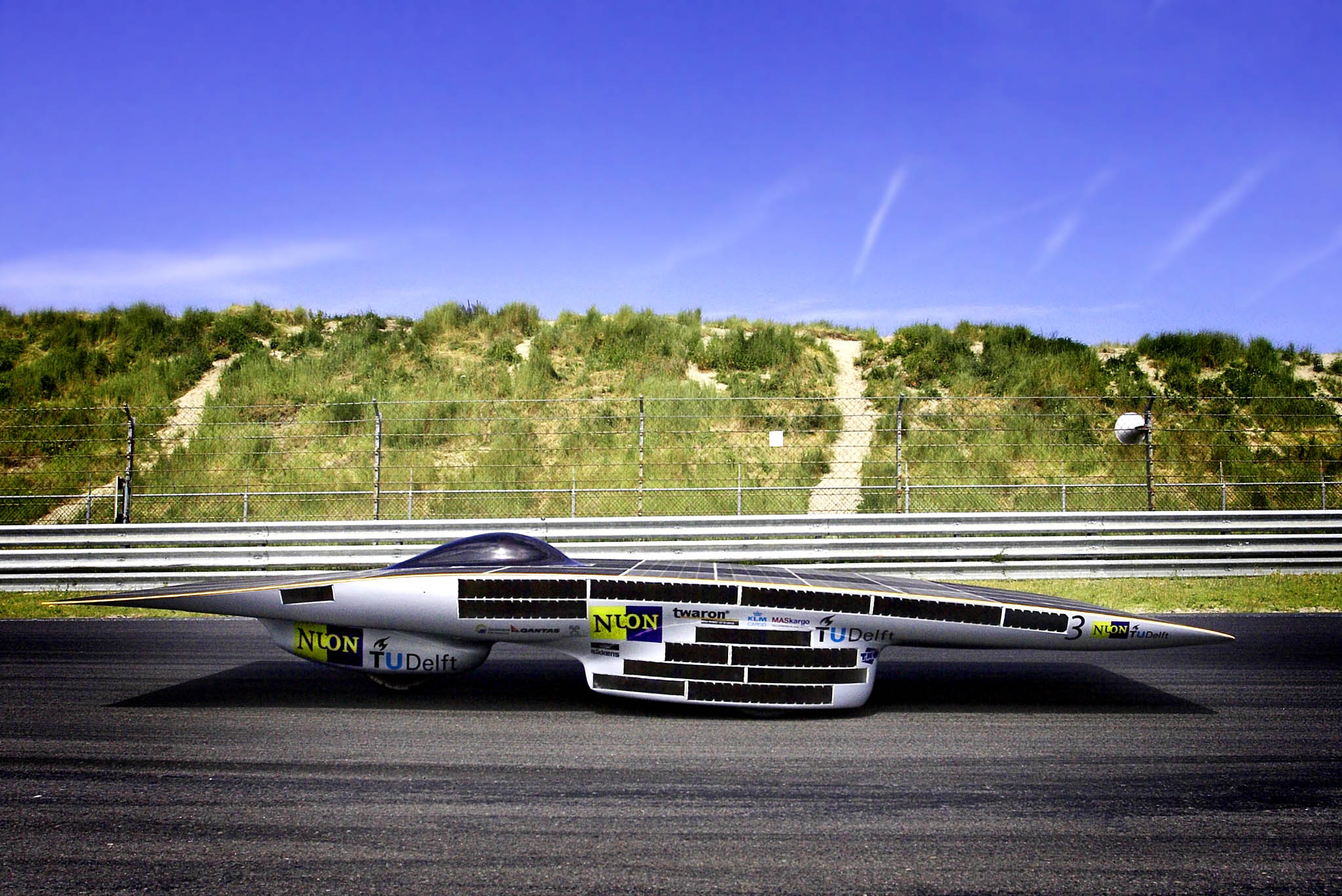
Nuna3.

La Universidad Tecnológica de Delft (en neerlandés: Technische Universiteit Delft) es uno de los centros de enseñanza superior más importantes de los Países Bajos y una de las universidades técnicas con más prestigio de Europa y del mundo.
Fue fundada el 8 de enero de 1842 con el nombre de Academia Real, que después cambiaría por el de Alta Escuela Técnica (Technische Hogeschool) y finalmente, en 1986, por el de universidad. Desde hace tiempo ha formado buena parte de las personas que facilitan la perpetua lucha contra el mar con, entre otros, la realización del Plan Delta.
Actualmente cuenta con 8 facultades:
- Arquitectura
- Ingeniería Civil y Geología con las siguientes secciones:
  - Transportes y Urbanismo
  - Construcción
  - Geotecnología
  - Gestión del Agua
  - Hidráulica y Marítima
- Electrónica, Matemáticas e Informática
- Diseño Industrial
- 3mE: Mecánica/Industrial, Técnica Naval y ciencia de materiales
- Aeronáutica y Aeroespacial
- Física Aplicada
- Tecnología, Dirección y Gestión

La mayor parte están situadas al sureste del municipio de Delft, donde forman un campus, juntamente con empresas de investigación y laboratorios (TNO-Organización Neerlandesa para la Investigación Científica Aplicada, WL'Delft Hydraulics, etc). 
La Clasificación mundial de universidades QS del 2019 la ubica en la posición número 2 en Arquitectura y número 5 del mundo para ingeniería Aeroespacial, Mecánica y Manufactura en la clasificación de 2020. También ha sido catalogada por Times Higher Education como la número 15 del mundo en Ingeniería y TI (mejor de la Unión Europea) y número 83 del mundo.